# 東通 (秋田市)
東通（ひがしどおり）は秋田県秋田市にある地域名。郵便番号は010-0002他。東通一丁目から八丁目、東通観音前、東通館ノ越、東通仲町、東通明田で構成される。

## 地理
秋田市中心部に位置する。北に手形、北東から南東にかけて広面、南に太平川を挟んで、楢山と横森、西はJRの線路を挟んで中通・南通と接する。元は田畑が広がっていたが、1988年（昭和63年）に秋田駅東西連絡歩道橋「Weロード」が開通してからは秋田駅東口としての機能が充実するにつれて急速に開発が進んだ。現在はほとんどが住宅地になっている。秋田県道62号秋田北野田線と秋田市道川尻広面線沿いには商業施設が並んでいる。

## 歴史
出羽国南秋田郡広面村・楢山村・手形村の一部として成立。
- 1889年（明治22年）4月1日 - 広面村・楢山村・柳田村・蛇野村が合併し広山田村が発足。
  - 現在の東通域が多い楢山村は、単独村になりたかったが認められなかった。
- 1905年（明治38年） - 楢山字観音前・字長沼・字宮田・字愛宕下が広山田村から離れ秋田市に編入される。
- 1941年（昭和16年）4月1日 - 広山田村・土崎港町・寺内町が秋田市に編入される。
- 1977年（昭和52年）4月1日 - 秋田市立東小学校が開校。
- 1979年（昭和54年）4月1日 - 住居表示実施に伴い手形・楢山・広面の一部地域が東通として独立する。
- 1988年（昭和63年）4月2日 - 秋田駅東西連絡歩道橋「Weロード」開通。
- 1995年（平成7年）10月1日 - 住居表示実施に伴い手形・広面の一部地域が東通一丁目～八丁目として独立する。
- 2000年（平成12年）7月29日 - 秋田駅東西連絡自由通路「ぽぽろーど」開通。
- 2004年（平成16年）6月1日 - 秋田拠点センターアルヴェが開館。
- 2008年（平成20年）3月3日 - NHK秋田放送局が山王1丁目から移転。
- 2019年（令和元年）12月17日 - 秋田ノーザンゲートスクエアが開業。
- 2023年（令和5年）7月15日 - 集中豪雨（令和5年7月14日からの梅雨前線による大雨）により太平川が氾濫。多くの住宅が浸水被害を受ける[3]。

### 字域の変遷
以下はすべて住居表示実施に伴う変更である。
| 実施後                              | 実施年月日     | 実施前                                             |
| ----------------------------------- | -------------- | -------------------------------------------------- |
| 東通一丁目 ひがしどおりいっちょうめ | 平成7年10月1日 | 手形字十七流 てがた あざじゅうしちながれ           |
| 東通一丁目 ひがしどおりいっちょうめ | 平成7年10月1日 | 手形字中谷地 てがた あざなかやち                   |
| 東通一丁目 ひがしどおりいっちょうめ | 平成7年10月1日 | 手形字西谷地 てがた あざにしやち                   |
| 東通一丁目 ひがしどおりいっちょうめ | 平成7年10月1日 | 広面字谷地眼 ひろおもて あざやちまなこ             |
| 東通二丁目 ひがしどおりにちょうめ   | 平成7年10月1日 | 手形字十七流 てがた あざじゅうしちながれ           |
| 東通二丁目 ひがしどおりにちょうめ   | 平成7年10月1日 | 広面字板橋 ひろおもて あざいたばし                 |
| 東通二丁目 ひがしどおりにちょうめ   | 平成7年10月1日 | 広面字高田 ひろおもて あざたかだ                   |
| 東通二丁目 ひがしどおりにちょうめ   | 平成7年10月1日 | 広面字屋敷田 ひろおもて あざやしきだ               |
| 東通二丁目 ひがしどおりにちょうめ   | 平成7年10月1日 | 広面字谷地眼 ひろおもて あざやちまなこ             |
| 東通三丁目 ひがしどおりさんちょうめ | 平成7年10月1日 | 広面字板橋添 ひろおもて あざいたばしぞえ           |
| 東通三丁目 ひがしどおりさんちょうめ | 平成7年10月1日 | 広面字高田 ひろおもて あざたかだ                   |
| 東通三丁目 ひがしどおりさんちょうめ | 平成7年10月1日 | 広面字長沼 ひろおもて あざながぬま                 |
| 東通四丁目 ひがしどおりよんちょうめ | 平成7年10月1日 | 広面字小沼 ひろおもて あざこぬま                   |
| 東通四丁目 ひがしどおりよんちょうめ | 平成7年10月1日 | 広面字小沼古川端 ひろおもて あざこぬまふるかわばた |
| 東通四丁目 ひがしどおりよんちょうめ | 平成7年10月1日 | 広面字高田 ひろおもて あざたかだ                   |
| 東通四丁目 ひがしどおりよんちょうめ | 平成7年10月1日 | 広面字長沼 ひろおもて あざながぬま                 |
| 東通四丁目 ひがしどおりよんちょうめ | 平成7年10月1日 | 広面字小沼 ひろおもて あざこぬま                   |
| 東通四丁目 ひがしどおりよんちょうめ | 平成7年10月1日 | 広面字小沼古川端 ひろおもて あざこぬまふるかわばた |
| 東通四丁目 ひがしどおりよんちょうめ | 平成7年10月1日 | 広面字高田 ひろおもて あざたかだ                   |
| 東通四丁目 ひがしどおりよんちょうめ | 平成7年10月1日 | 広面字長沼 ひろおもて あざながぬま                 |
| 東通五丁目 ひがしどおりごちょうめ   | 平成7年10月1日 | 広面字板橋 ひろおもて あざいたばし                 |
| 東通五丁目 ひがしどおりごちょうめ   | 平成7年10月1日 | 広面字鬼頭 ひろおもて あざおにこうべ               |
| 東通五丁目 ひがしどおりごちょうめ   | 平成7年10月1日 | 広面字小沼 ひろおもて あざこぬま                   |
| 東通五丁目 ひがしどおりごちょうめ   | 平成7年10月1日 | 広面字高田 ひろおもて あざたかだ                   |
| 東通五丁目 ひがしどおりごちょうめ   | 平成7年10月1日 | 広面字谷地眼 ひろおもて あざやちまなこ             |
| 東通六丁目 ひがしどおりろくちょうめ | 平成7年10月1日 | 手形字中谷地 てがた あざなかやち                   |
| 東通六丁目 ひがしどおりろくちょうめ | 平成7年10月1日 | 手形字西谷地 てがた あざにしやち                   |
| 東通六丁目 ひがしどおりろくちょうめ | 平成7年10月1日 | 広面字鬼頭 ひろおもて あざおにこうべ               |
| 東通六丁目 ひがしどおりろくちょうめ | 平成7年10月1日 | 広面字野添 ひろおもて あざのぞえ                   |
| 東通六丁目 ひがしどおりろくちょうめ | 平成7年10月1日 | 広面字谷地眼 ひろおもて あざやちまなこ             |
| 東通七丁目 ひがしどおりななちょうめ | 平成7年10月1日 | 手形字西谷地 てがた あざにしやち                   |
| 東通七丁目 ひがしどおりななちょうめ | 平成7年10月1日 | 広面字鬼頭 ひろおもて あざおにこうべ               |
| 東通七丁目 ひがしどおりななちょうめ | 平成7年10月1日 | 広面字野添 ひろおもて あざのぞえ                   |
| 東通八丁目 ひがしどおりはっちょうめ | 平成7年10月1日 | 広面字鬼頭 ひろおもて あざおにこうべ               |
| 東通八丁目 ひがしどおりはっちょうめ | 平成7年10月1日 | 広面字小沼 ひろおもて あざこぬま                   |
| 東通八丁目 ひがしどおりはっちょうめ | 平成7年10月1日 | 広面字小沼古川端 ひろおもて あざこぬまふるかわばた |
| 東通観音前 ひがしどおりかんのんまえ | 昭和54年4月1日 | 楢山字観音前 ならやま あざかんのんまえ             |
| 東通観音前 ひがしどおりかんのんまえ | 昭和54年4月1日 | 楢山字鳥場前 ならやま あざとりばまえ               |
| 東通観音前 ひがしどおりかんのんまえ | 昭和54年4月1日 | 楢山字宮田 ならやま あざみやた                     |
| 東通観音前 ひがしどおりかんのんまえ | 昭和54年4月1日 | 楢山字明田 ならやま あざみょうでん                 |
| 東通館ノ越 ひがしどおりたてのこし   | 昭和54年4月1日 | 楢山字館ノ越 ならやま あざたてのこし               |
| 東通館ノ越 ひがしどおりたてのこし   | 昭和54年4月1日 | 楢山字楢山 ならやま あざならやま                   |
| 東通館ノ越 ひがしどおりたてのこし   | 昭和54年4月1日 | 楢山字宮田 ならやま あざみやた                     |
| 東通館ノ越 ひがしどおりたてのこし   | 昭和54年4月1日 | 楢山字明田 ならやま あざみょうでん                 |
| 東通仲町 ひがしどおりなかまち       | 昭和54年4月1日 | 手形字西谷地 てがた あざにしやち                   |
| 東通仲町 ひがしどおりなかまち       | 平成18年2月1日 | 手形字西谷地 てがた あざにしやち                   |
| 東通仲町 ひがしどおりなかまち       | 平成18年2月1日 | 中通七丁目 なかどおりななちょうめ                  |
| 東通仲町 ひがしどおりなかまち       | 昭和54年4月1日 | 楢山字観音前 ならやま あざかんのんまえ             |
| 東通仲町 ひがしどおりなかまち       | 昭和54年4月1日 | 楢山字長沼 ならやま あざながぬま                   |
| 東通仲町 ひがしどおりなかまち       | 平成18年2月1日 | 楢山字長沼 ならやま あざながぬま                   |
| 東通仲町 ひがしどおりなかまち       | 平成18年2月1日 | 東通仲町 ひがしどおりなかまち                      |
| 東通明田 ひがしどおりみょうでん     | 昭和54年4月1日 | 楢山字明田 ならやま あざみょうでん                 |
| 東通明田 ひがしどおりみょうでん     | 昭和54年4月1日 | 広面字二ツ屋 ひろおもて あざふたつや               |

## 教育

### 学区
小学校は東通一丁目から五丁目の全域と東通仲町・東通明田の一部は秋田市立東小学校の、東通六丁目・東通七丁目・東通観音前の全域と東通仲町・東通明田・東通館ノ越の一部は秋田市立中通小学校の、東通館ノ越の一部は秋田市立築山小学校の学区になっている。中学校は東通一丁目から五丁目の全域と東通仲町・東通明田の一部は秋田市立城東中学校の、東通六丁目・東通七丁目・東通観音前・東通館ノ越の全域と東通仲町・東通明田の一部は秋田市立秋田南中学校の学区になっている。

### 施設

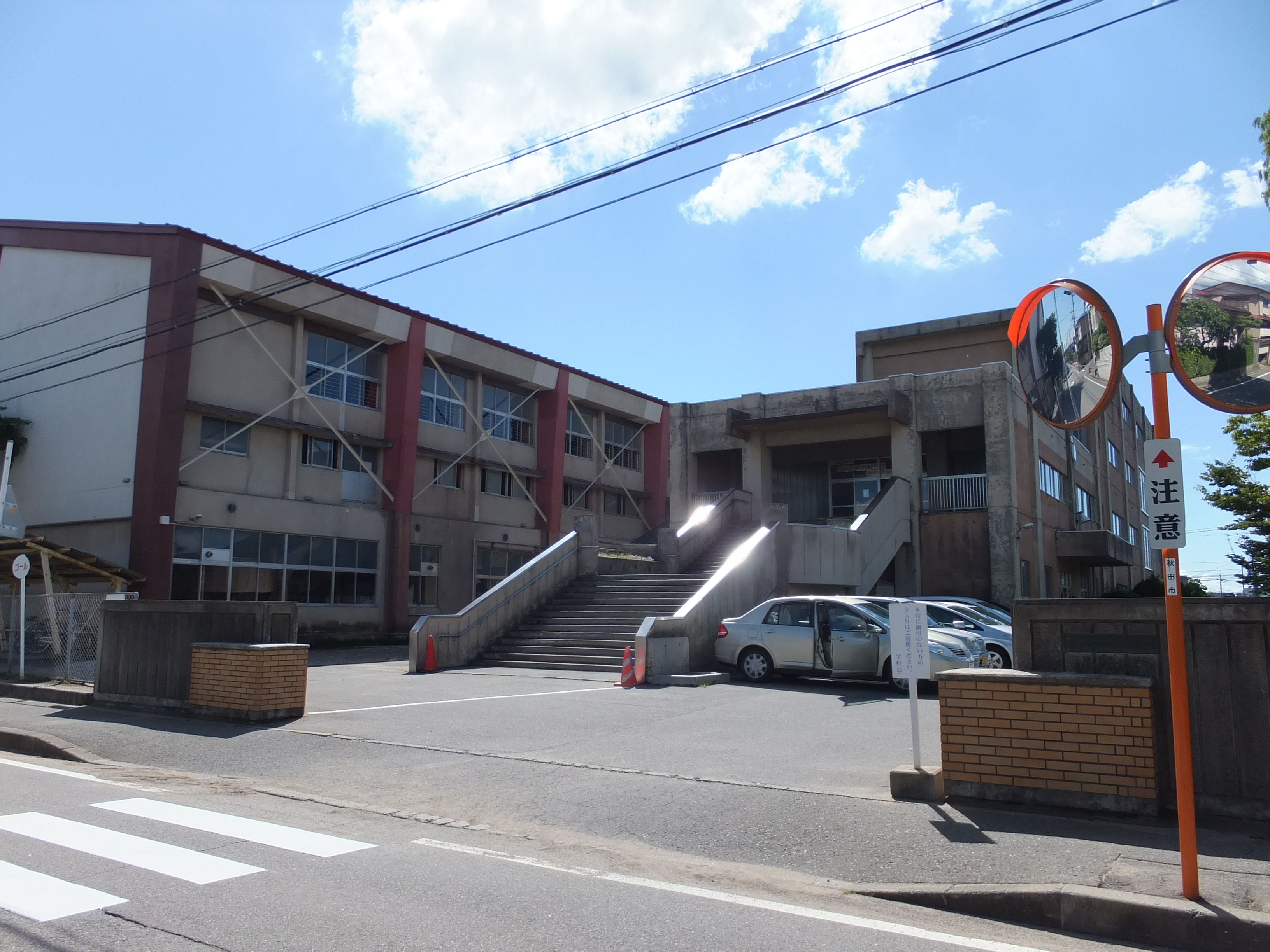
秋田市立東小学校
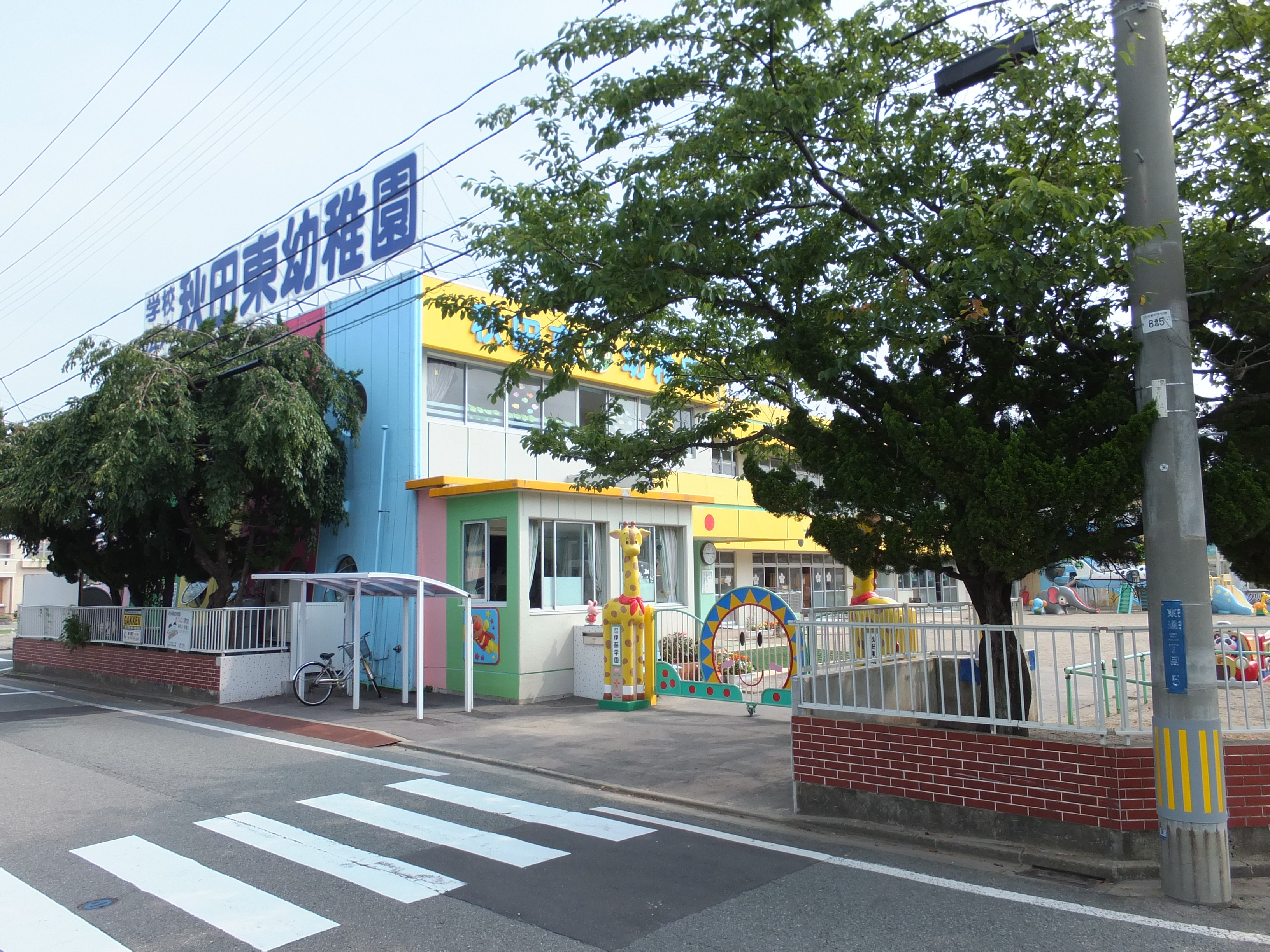
秋田東幼稚園
- 秋田駅東保育園
- めぐみ保育園
- こどものくに保育園
- シエル2号館
- こまちベビー園

- 秋田市立東小学校
- 秋田東幼稚園

## 施設

### 東通

#### 一丁目
- 関根屋
- ローソン秋田東通一丁目店
- 秋田県たばこ耕作組合

#### 二丁目
- ドコモショップ秋田東店
- 城東歯科クリニック
- 高橋運太郎商店秋田店

#### 三丁目
- ダイシャリン広面店
- ロックンボウルベースボールスタジアム

#### 四丁目
- ヤマト運輸秋田広面営業所
- BOOKOFF秋田広面店
- 秋田トヨペットSmilePAL店

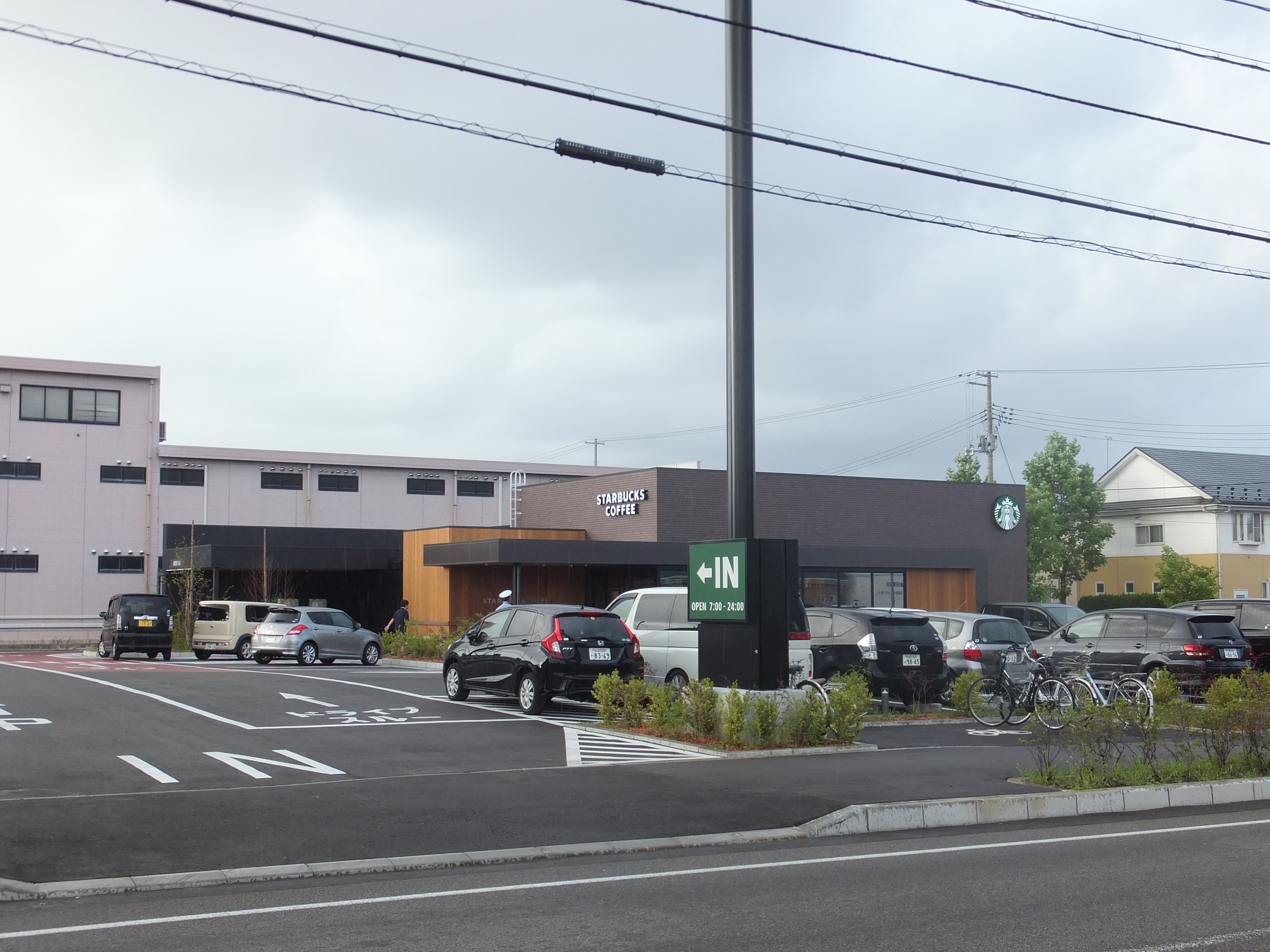
スターバックスコーヒー秋田東通店
- こすもす秋田こすもすロイヤルホール
- ラ・ナシカあきた

- スターバックスコーヒー秋田東通店

#### 五丁目
- タイヤ館秋田東通
- カレーハウスCoCo壱番屋秋田東通店
- ママ・クリーニング小野寺よ東通サービスコーナー

#### 六丁目

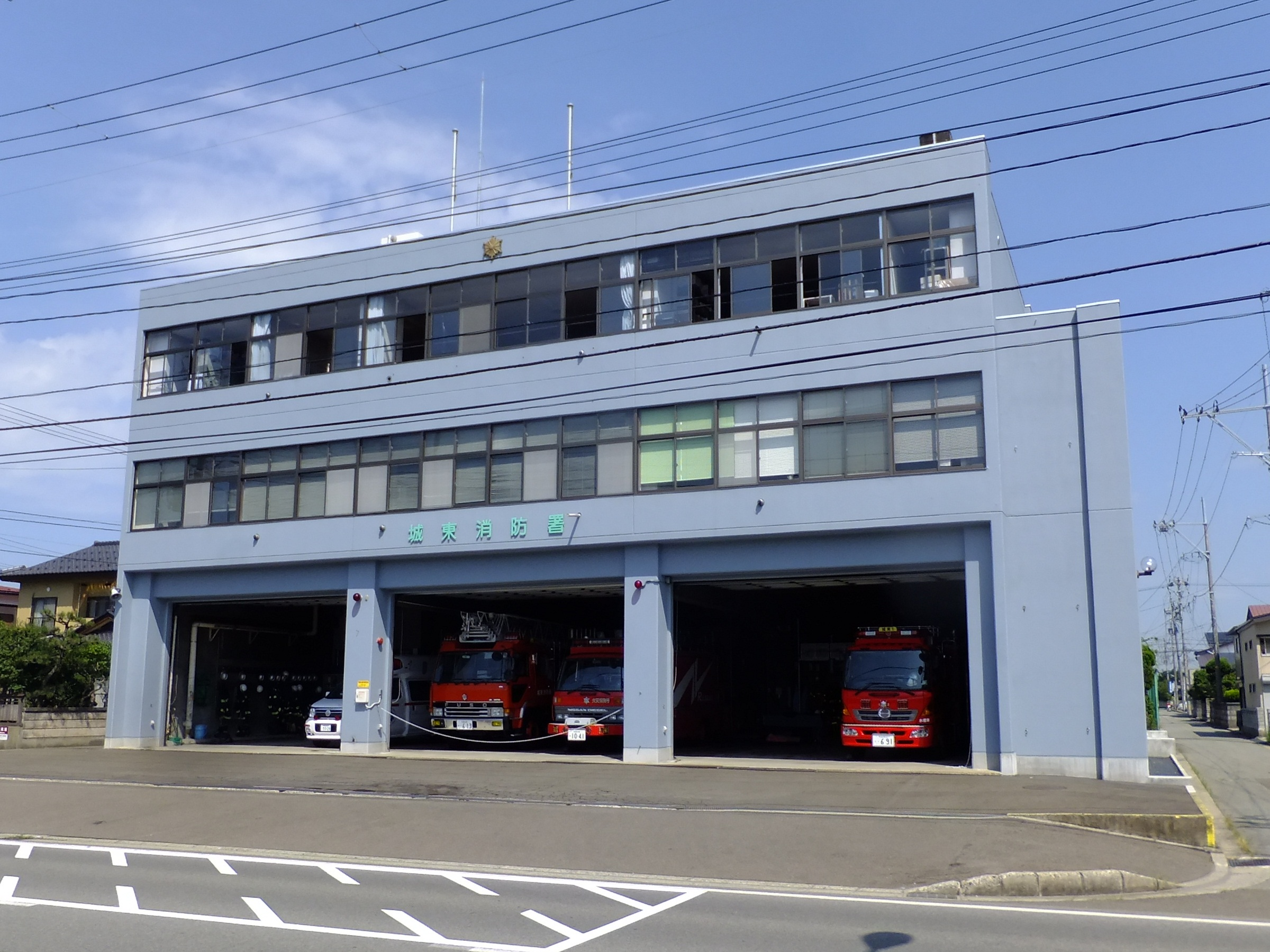
城東消防署
- ファミリーマート秋田東通り店
- 城東整形外科

- 城東消防署

#### 七丁目
- JA秋田なまはげ秋田駅東支店
- びっくりドンキー秋田東通店
- 薬王堂秋田東通店

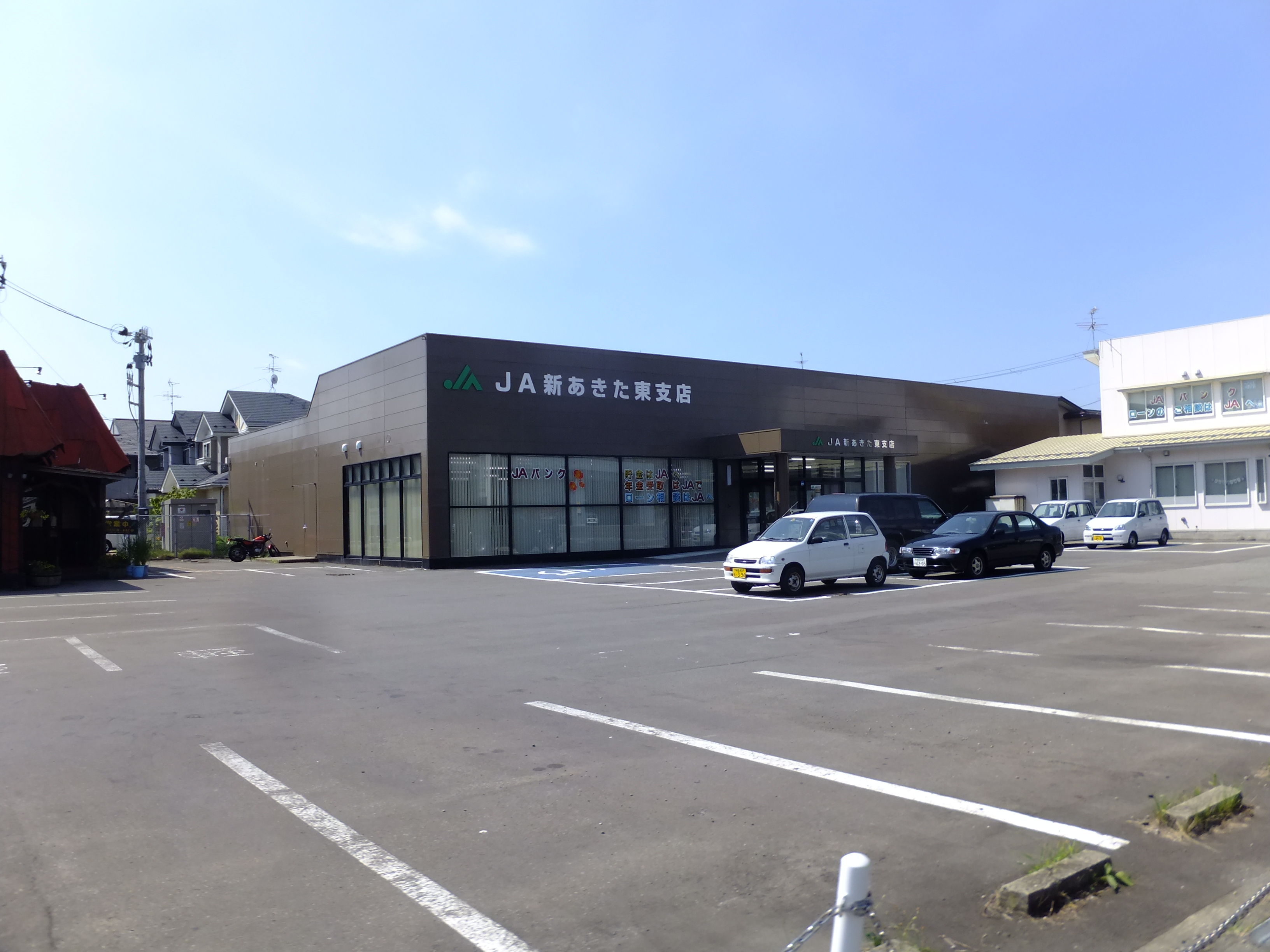
JA秋田なまはげ東支店

#### 八丁目
- ビフレ東通店
- コメダ珈琲店秋田東通店
- ツルハドラッグ東通店
- ゲオ東通店
- ABC-MART秋田東通店
- かつや秋田東通店
- サンコーホーム秋田店
- セブン-イレブン秋田東通8丁目店

### 東通観音前
- 秋田ヤクルト販売ヤクルト東通センター

### 東通館ノ越

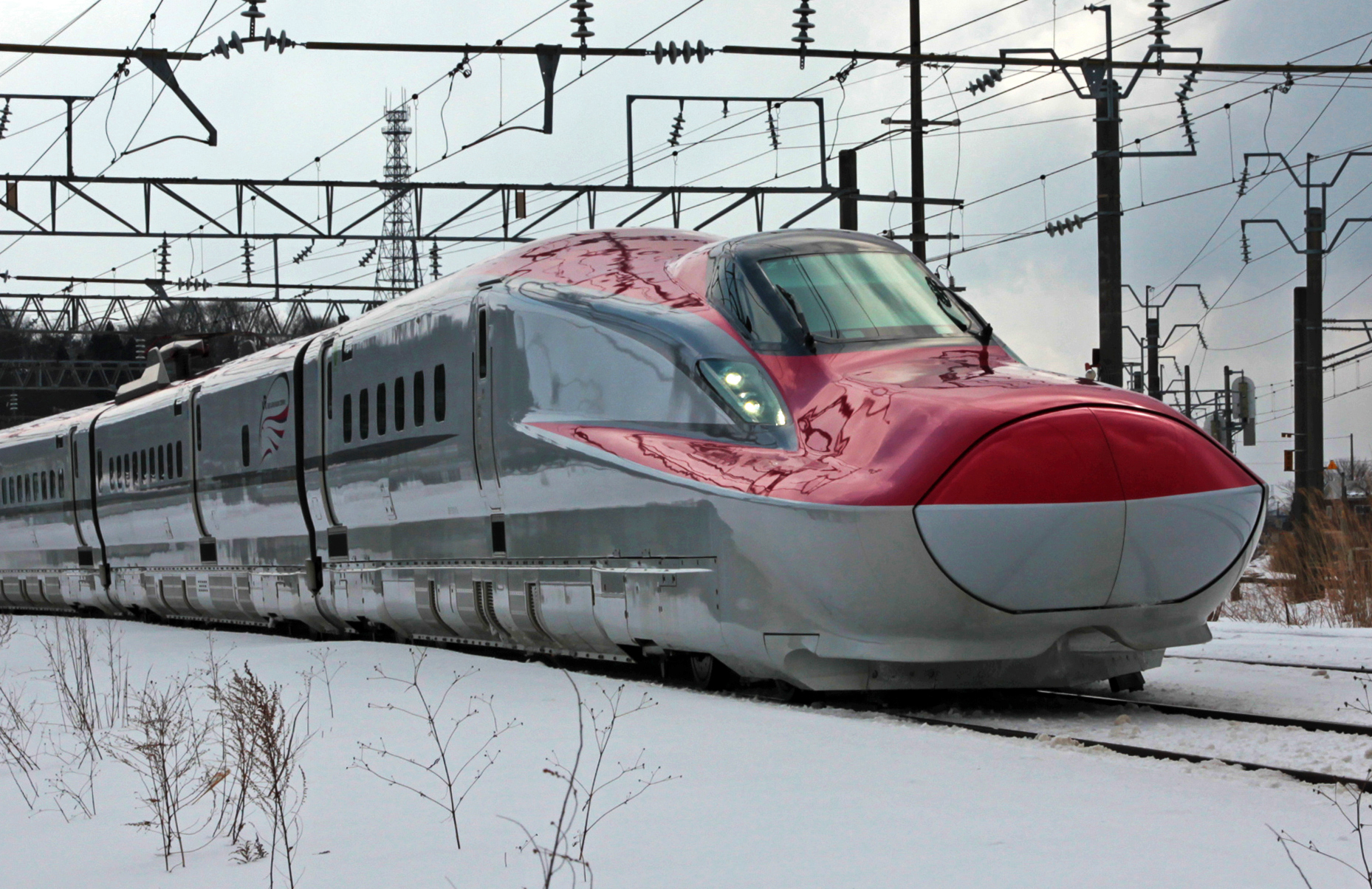
東通館ノ越付近

### 東通仲町
- 秋田駅
- 秋田中央交通東口バス案内所
- 秋田駅東西連絡歩道橋「Weロード」

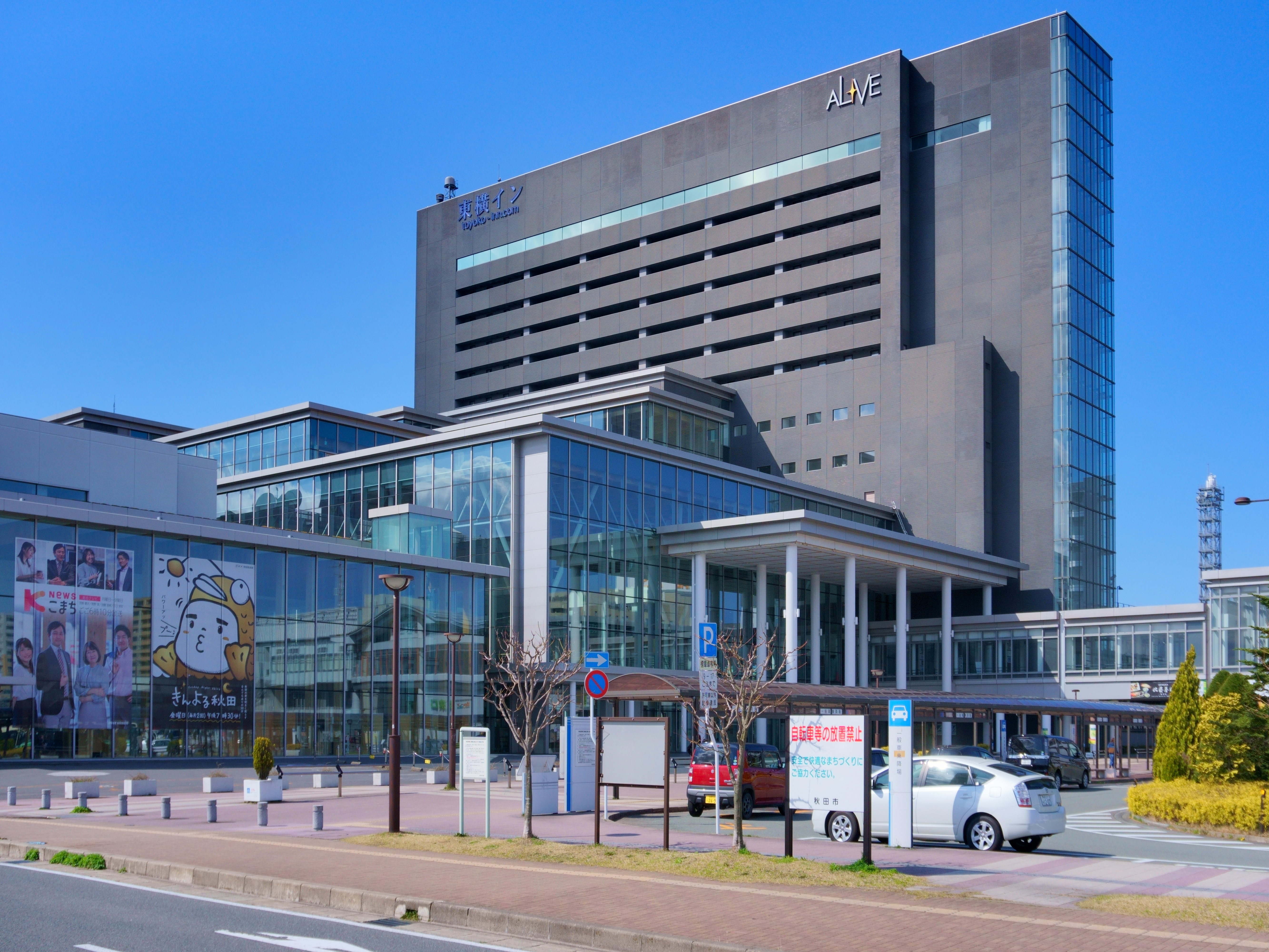
秋田拠点センターアルヴェ
  - 秋田市駅東サービスセンター
  - 秋田市民交流プラザ
  - 東横INN秋田駅東口
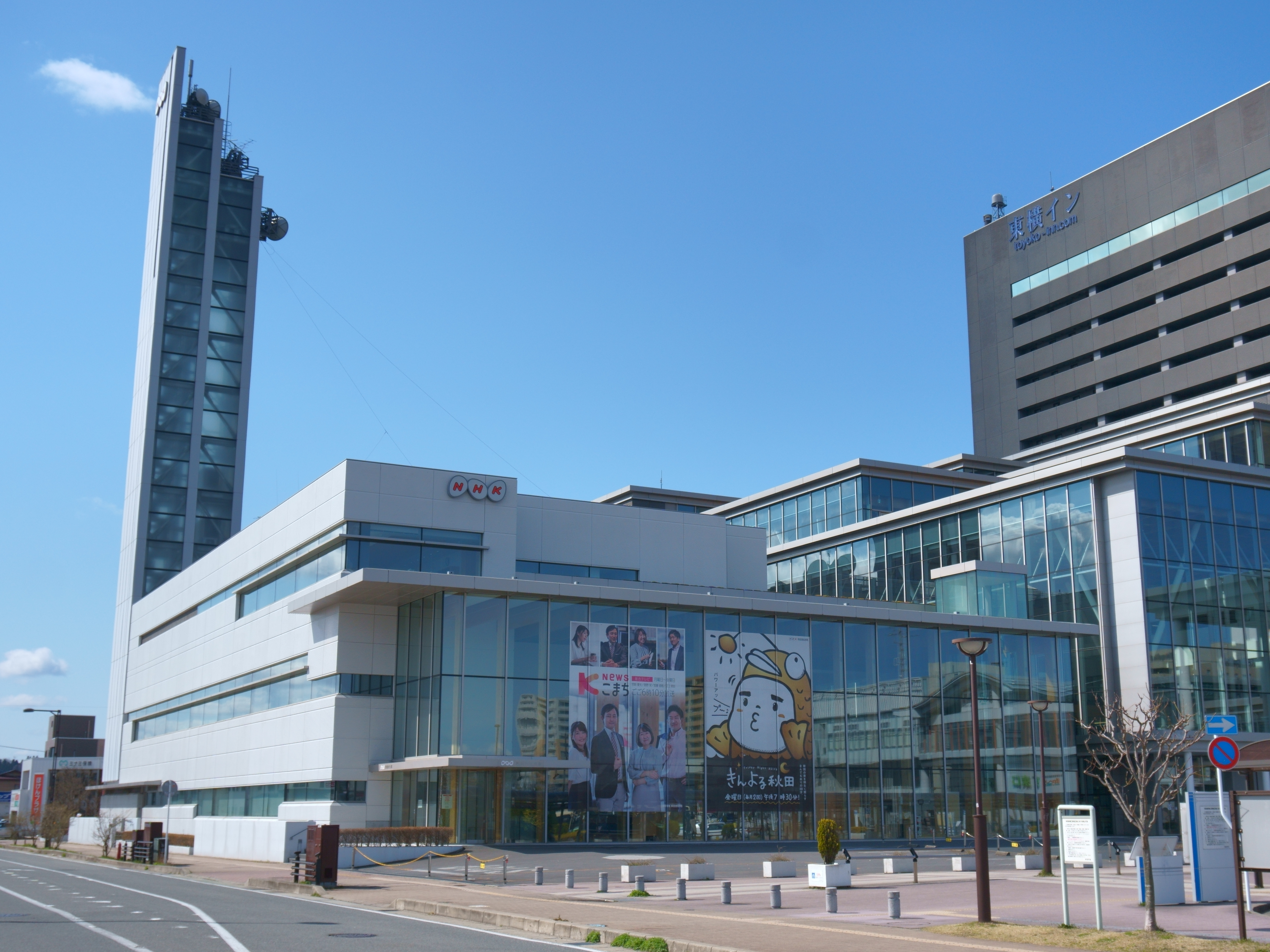
NHK秋田放送局
- 秋田ノーザンゲートスクエア
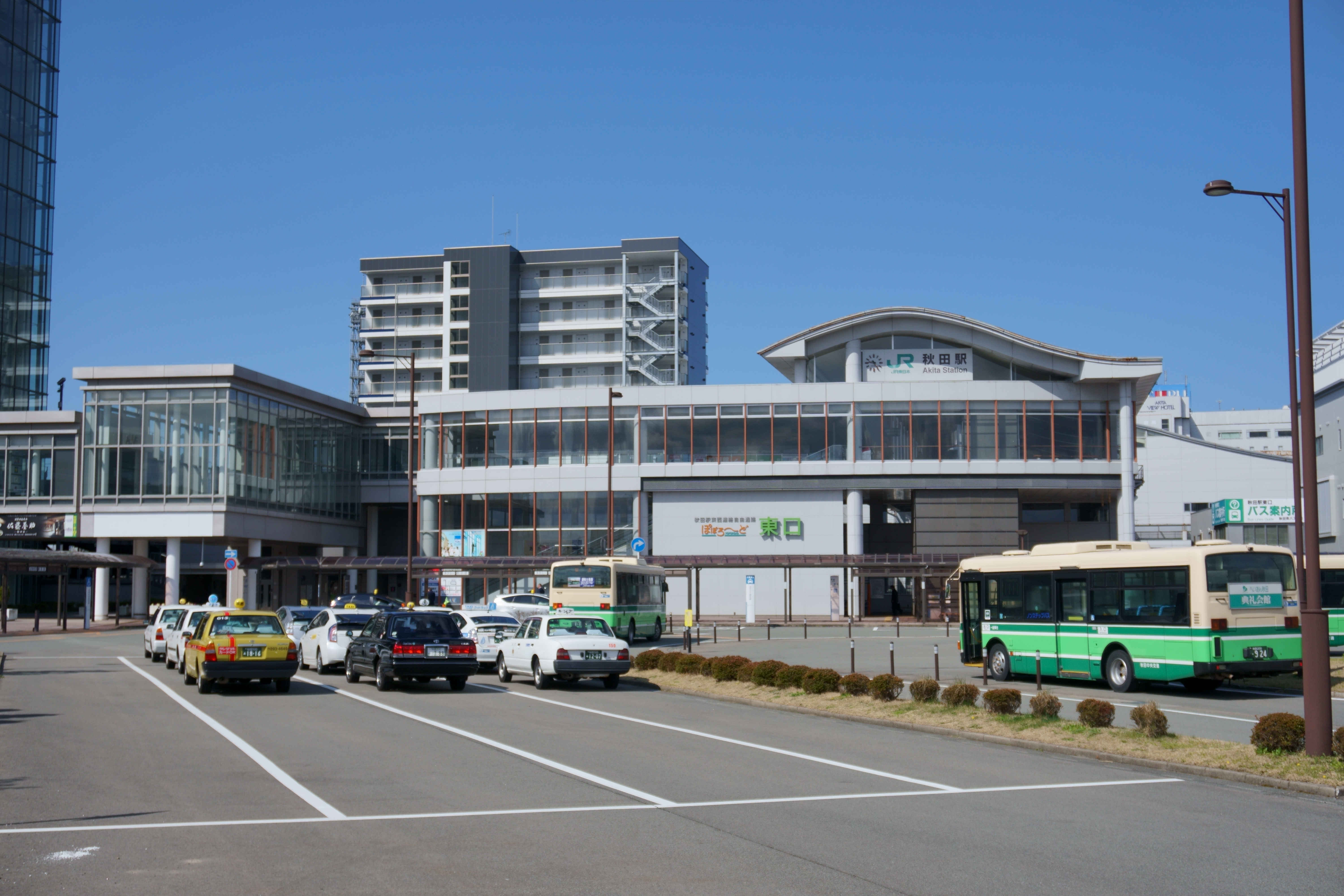
セブン-イレブン秋田東通仲町店
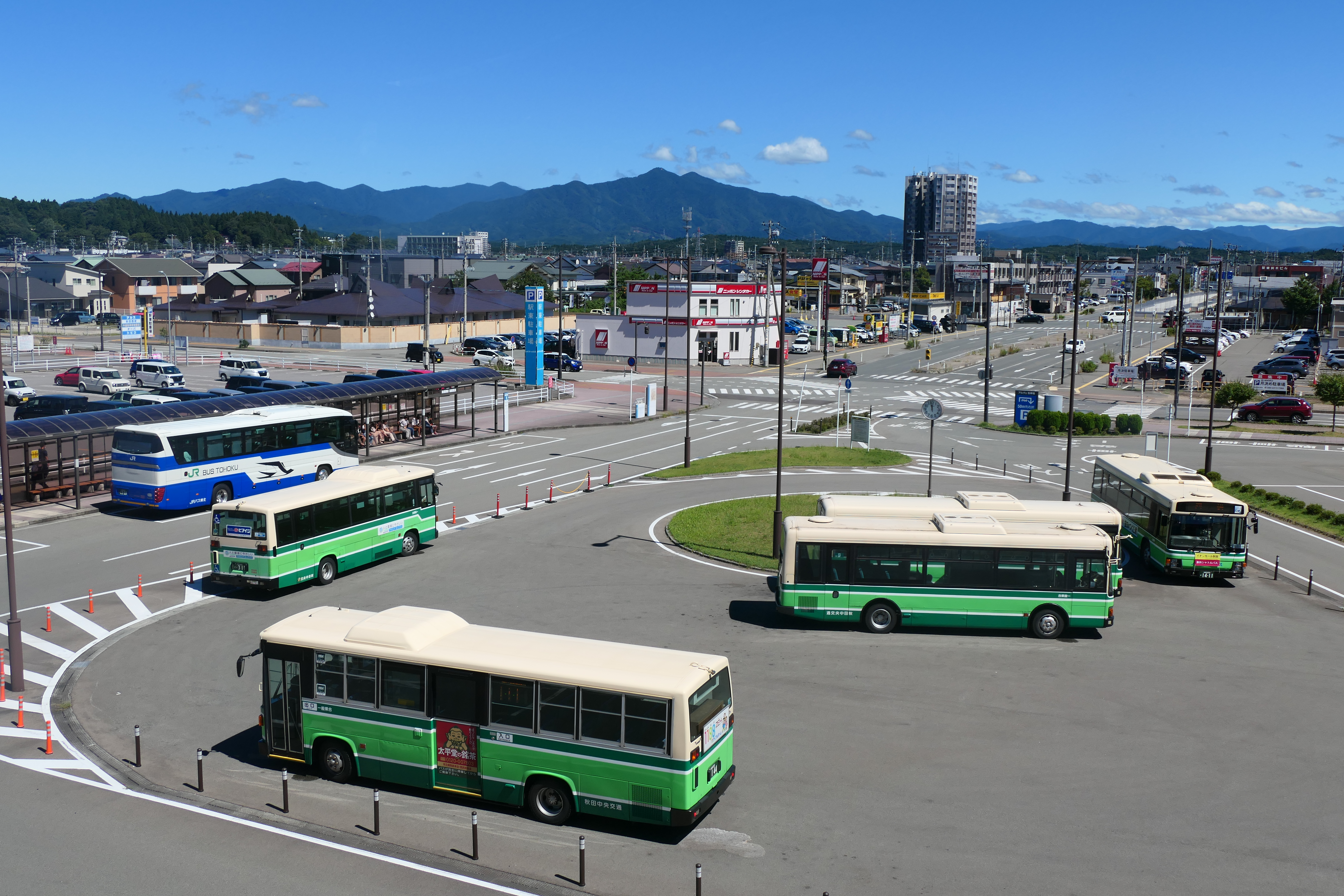
秋田駅東口バスロータリー
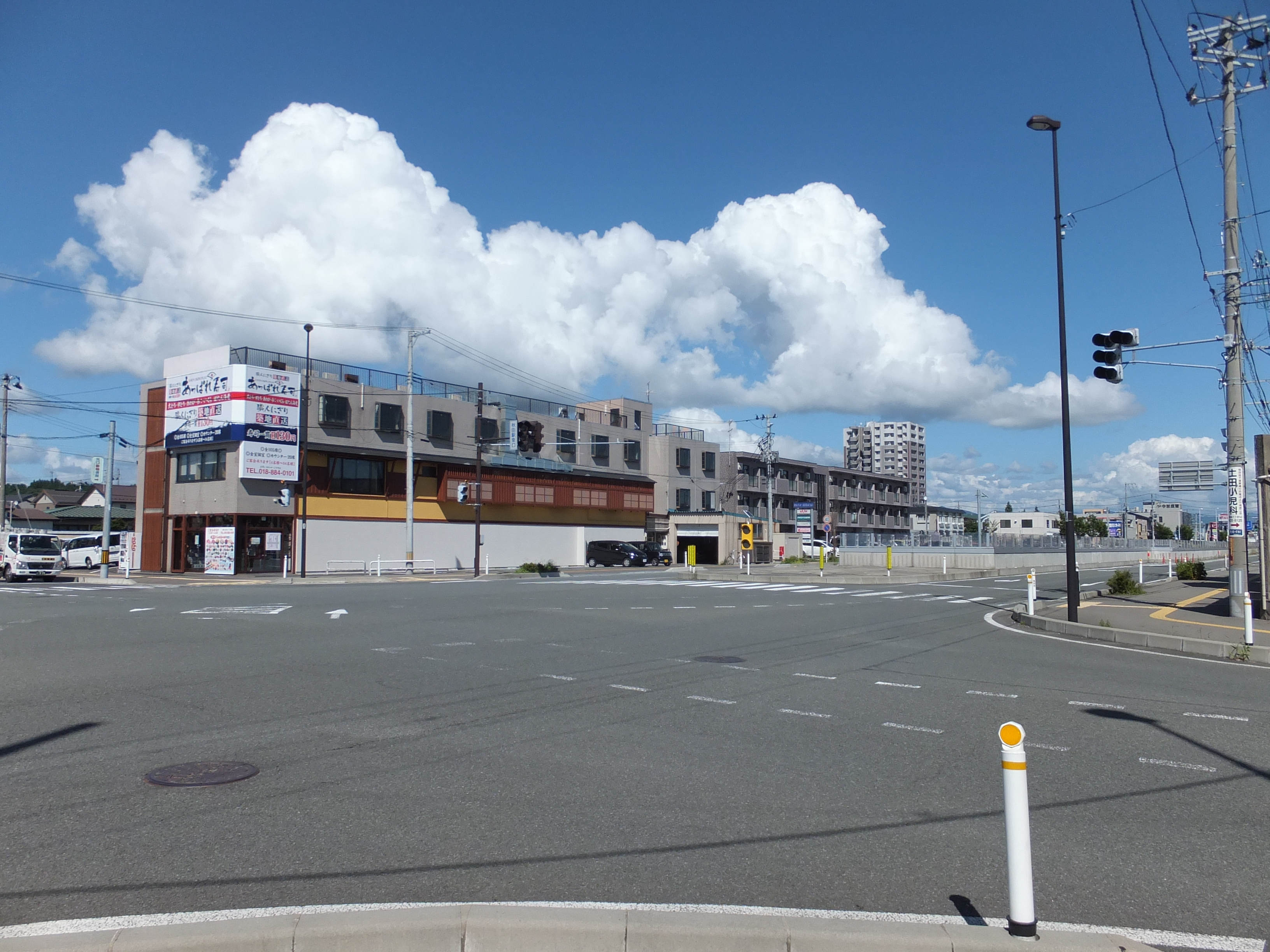
秋田駅東口交差点
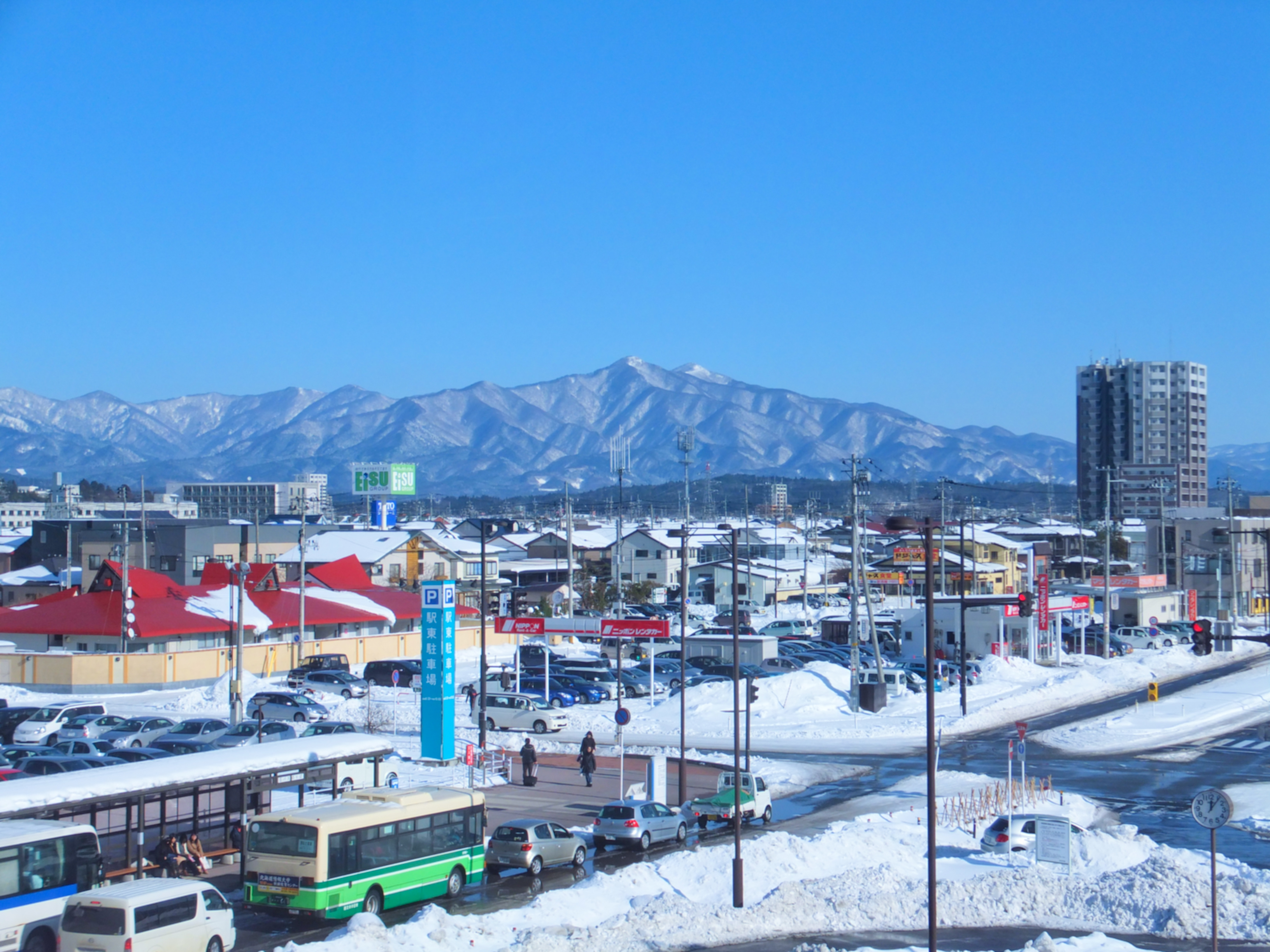
秋田駅東口から見た冬晴れの太平山

- 秋田拠点センターアルヴェ
- NHK秋田放送局
- 秋田駅東口
- 秋田駅東口バスロータリー
- 秋田駅東口交差点
- 秋田駅東口から見た冬晴れの太平山

### 東通明田
- 秋田市上下水道局明田雨水排水ポンプ場
- 楢山明田近隣公園
- 明田神社

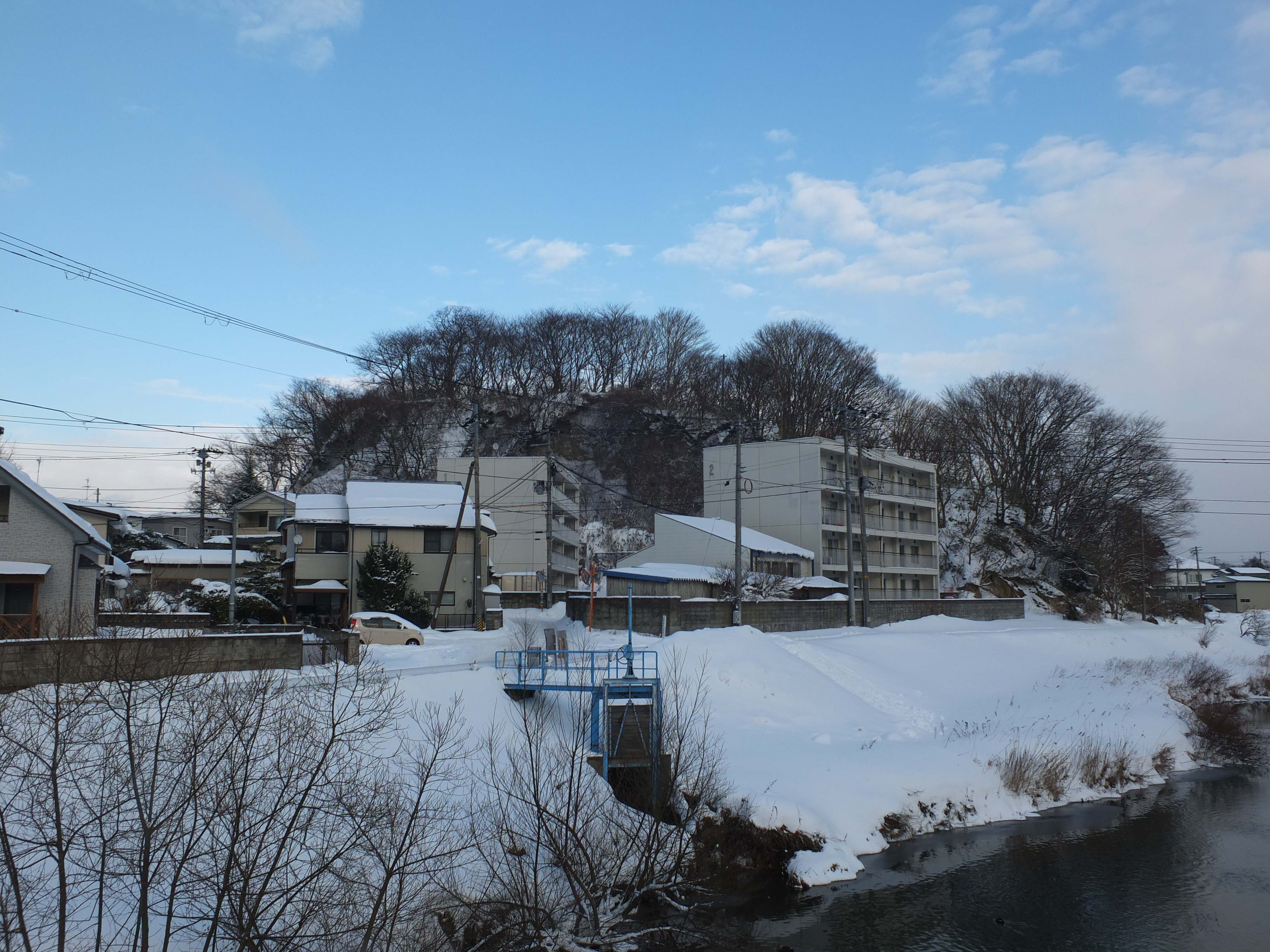
明田富士
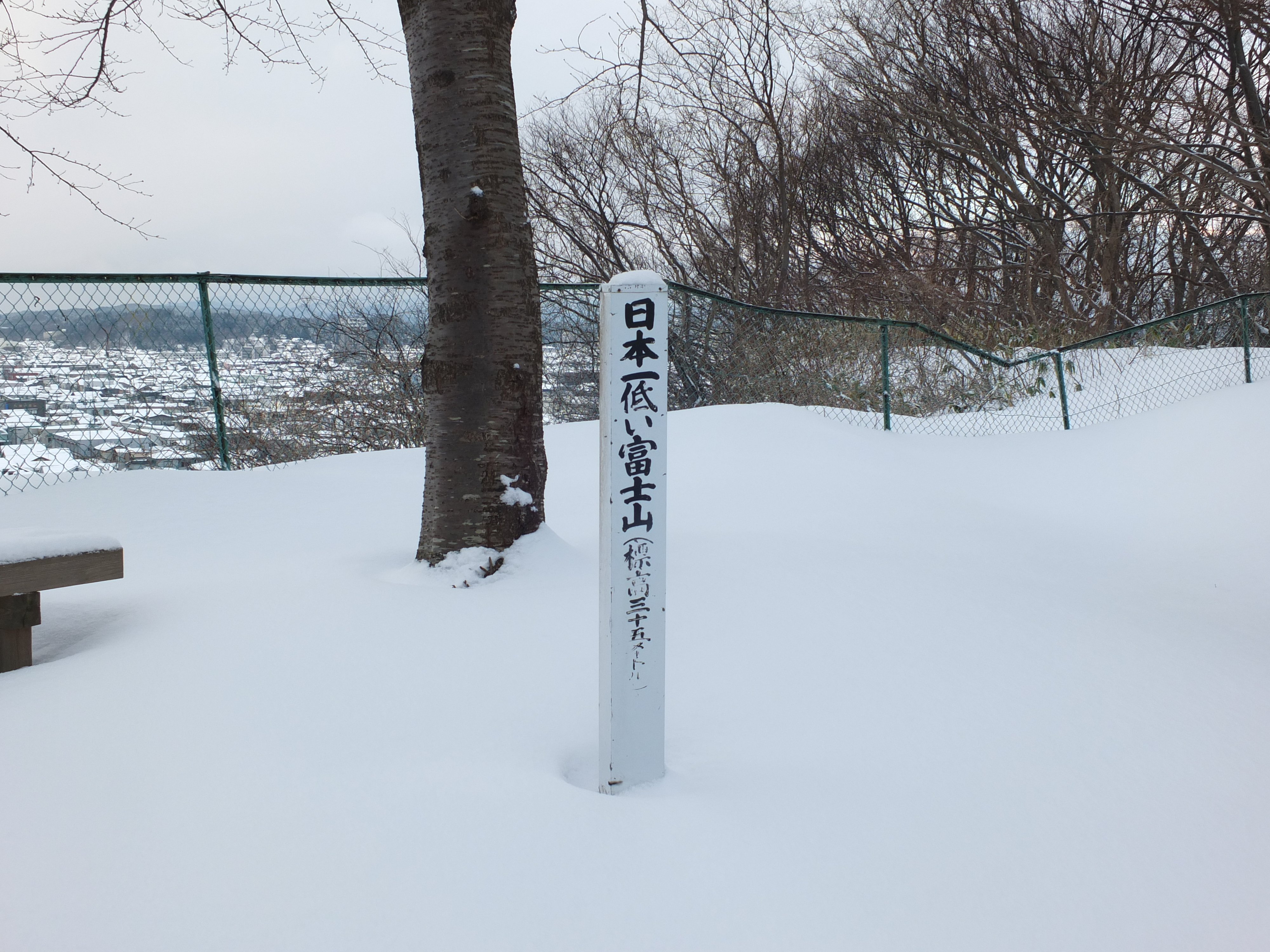
明田富士にある「日本一低い富士山」の標柱

### かつてあった施設
- 北都銀行明田支店（東通観音前7-3・2021年に秋田東店に移転統合[6]）

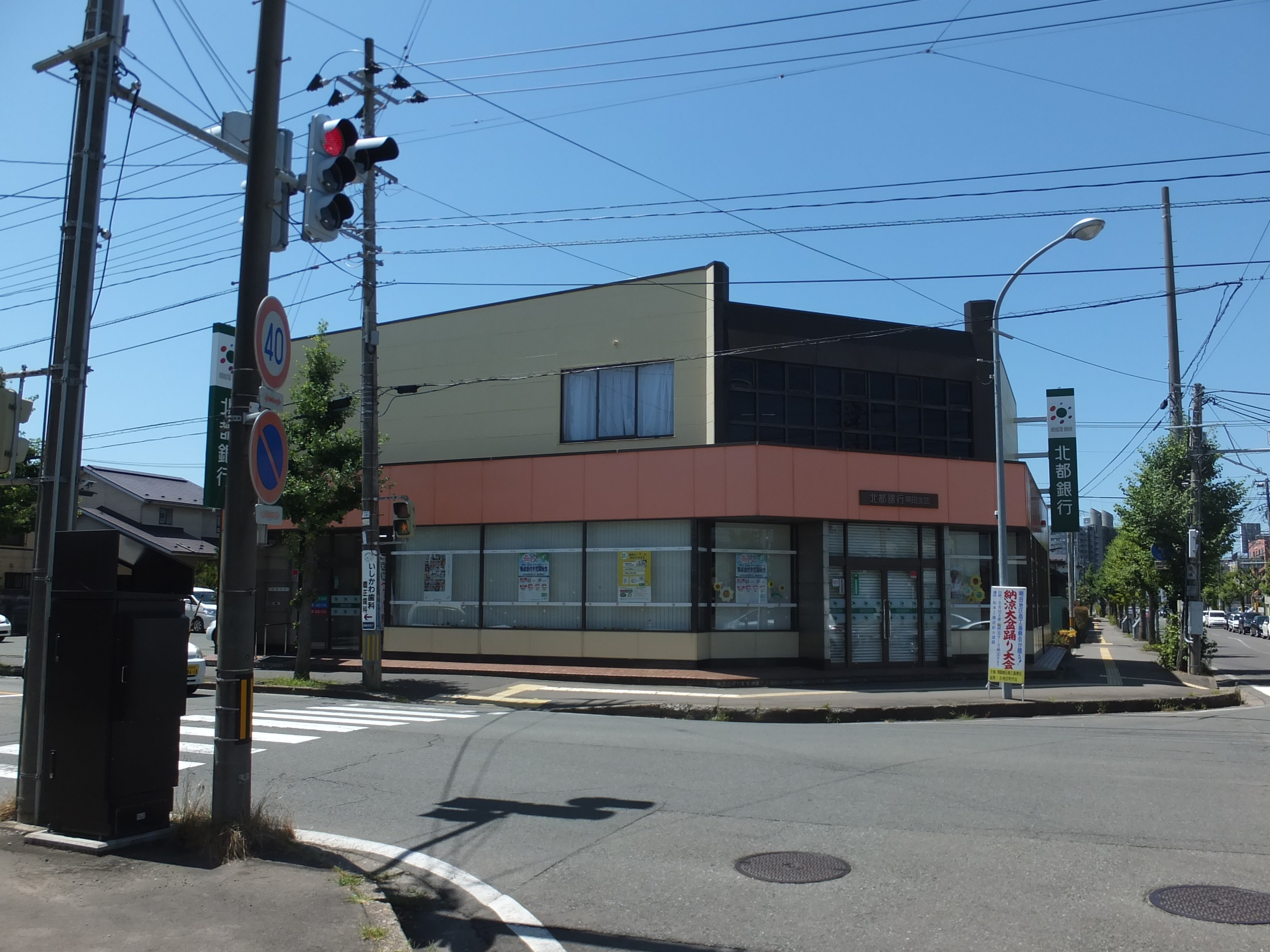
北都銀行明田支店

## 交通

### 鉄道
- 東日本旅客鉄道
  - 秋田新幹線・奥羽本線・羽越本線
    - （泉外旭川） - 秋田 - （大曲・四ツ小屋・羽後牛島）

### バス
- 秋田中央交通
  - 系統343｜赤沼線（大学病院前・大川反車庫前発着）
    - （城東中学校入口） - 東通二丁目 - 東通一丁目 - 秋田駅東口 - 東大通り - 長沼東町 - 東通仲町 - （中通七丁目）

  - 系統400｜広面御所野線
  - 系統401｜広面御所野線（御所野学園前経由）
  - 系統402｜広面御所野線（日赤病院前発着）
  - 系統403｜南ケ丘線
    - 秋田駅東口 - 東通一丁目 - 東通二丁目 - （城東中学校入口）

  - 系統422｜桜ガ丘線（秋田駅東口発着）
  - 系統430｜桜台線
    - 秋田駅東口 - 東大通り - 長沼東町 - 明田郵便局前 - 横森入口 - （横森橋）

  - 系統342｜赤沼線（大学病院前発秋田中央地下道経由大川反車庫前着）
  - 系統423｜桜ガ丘線（秋田中央地下道経由大川反車庫前発着） - 平日のみ
    - （城東中学校入口） - 東通二丁目 - （県庁第二庁舎前）

  - 系統424｜桜ガ丘線（秋田駅西口発着）
    - （桜大橋） - 東通四丁目 - 東通五丁目 - 城東消防署前 - 東通仲町 - （明田地下道入口）

### 道路
- 秋田県道62号秋田北野田線
- 秋田市道川尻広面線
  - 明田地下道

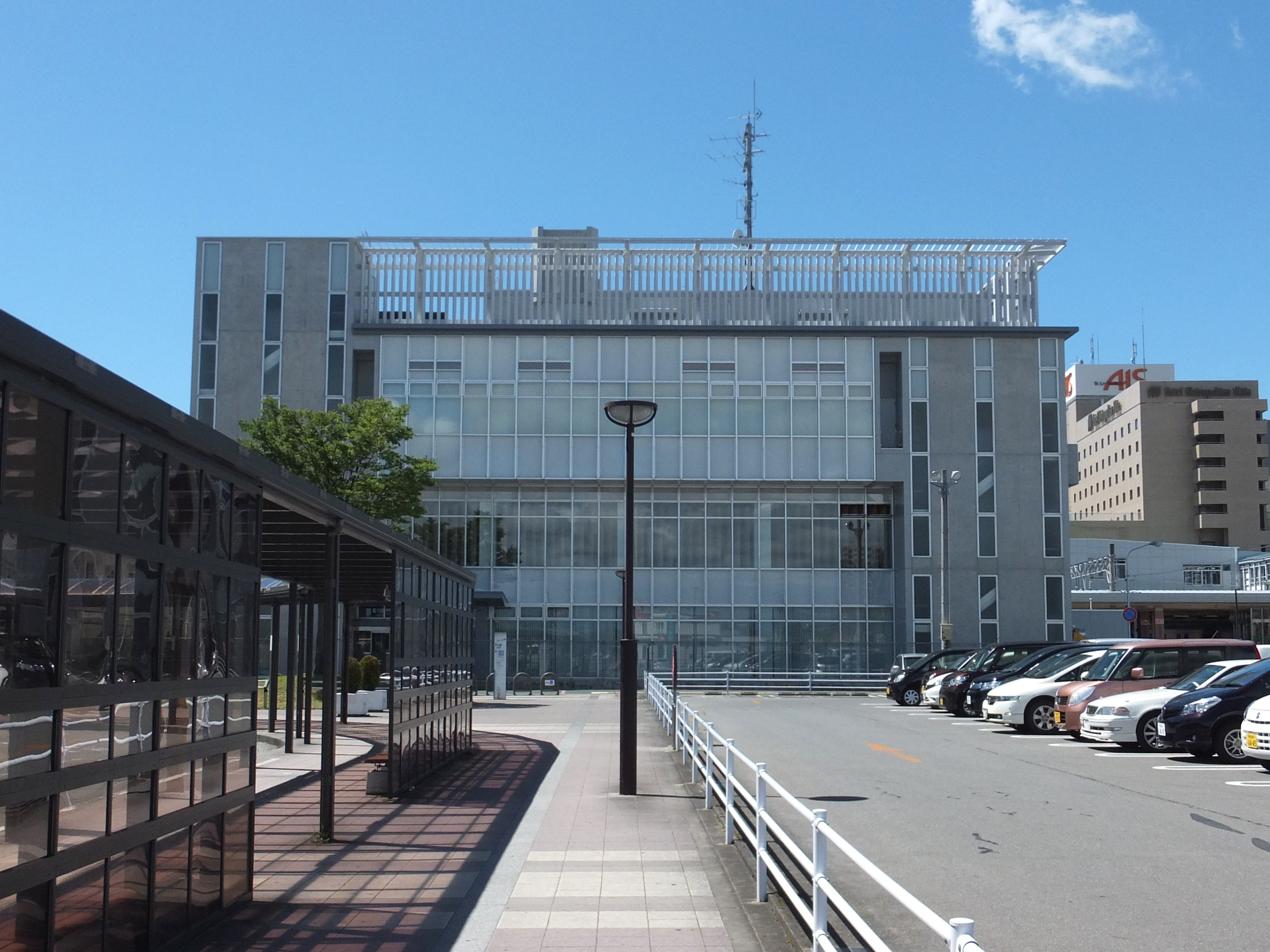
秋田中央道路 駅東避難口・駅東換気所
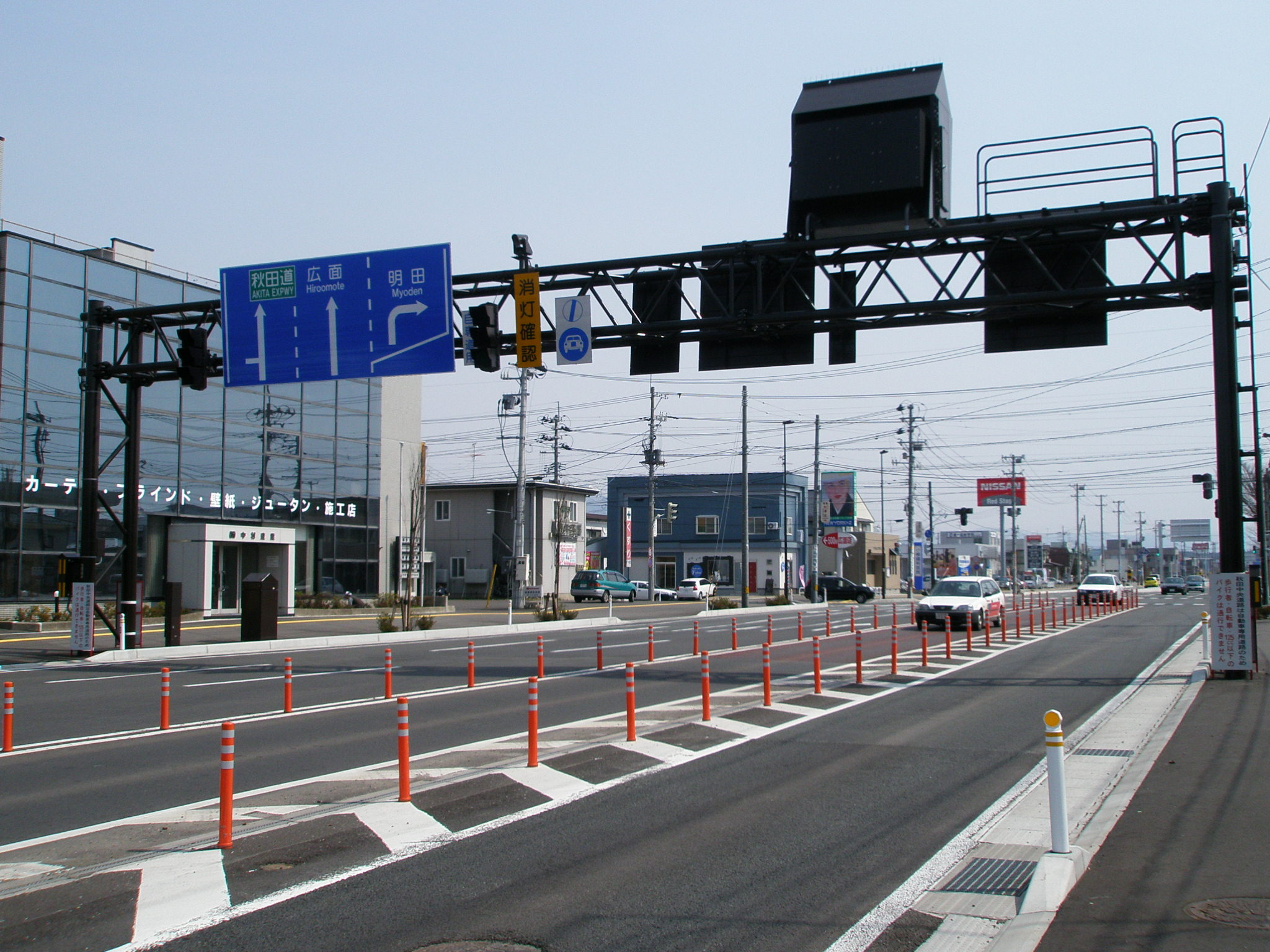
秋田県道62号秋田北野田線